# Salomea Kempner
Salomea Kempner (geboren 16. März 1880 in Płock, Russisches Kaiserreich; gestorben 1940 oder später in Polen) war eine polnische Psychoanalytikerin und eine der wichtigsten Frauen in der Gründungsphase der Psychoanalyse.

## Leben
Kempner studierte in Bern und Zürich Medizin und verfasste 1909 ihre Dissertation mit dem Titel Versuche zum mikroskopischen Nachweis der Narkose der Nerven. Von 1912 bis 1921 war sie als Assistenzärztin an der Kantonalen Irrenanstalt in Rheinau in der Schweiz. 1919 trat sie der Schweizerischen Gesellschaft für Psychoanalyse bei, 1922 wurde sie – zeitgleich mit Lou Andreas-Salomé – in die Wiener Psychoanalytische Vereinigung aufgenommen und erregte 1923 dort mit ihrem Vortrag Der orale Sadismus Aufsehen und hohe Anerkennung. Der Text erschien 1925 als Beitrag zur Oralerotik in der Internationalen Zeitschrift für Psychoanalyse und stellt bis heute die einzige seriöse wissenschaftliche Auseinandersetzung mit diesem Themenkreis dar. Kempner beschreibt darin den Fall einer Patientin, die an starkem Erbrechen leidet und sich derart stark mit dem eigenen Vater identifiziert, dass sie ihre eigene Weiblichkeit ablehnen und jeden Kinderwunsch verdrängen muss.
1923 übersiedelte Kempner nach Berlin, um am Berliner Psychoanalytischen Institut zu arbeiten. 1925 trat sie der Berliner Psychoanalytischen Vereinigung bei, die 1926 in Deutsche Psychoanalytische Gesellschaft (DPG) umbenannt und 1933 gleichgeschaltet wurde. 1934 wurde ihr – als „ausländischer Jüdin“ – die Weiterarbeit in der Berliner Poliklinik untersagt. 1935 wurde ihr und den anderen verbliebenen Juden – seitens des „arisierten“ Vorstands unter Felix Boehm und Carl Müller-Braunschweig – der „freiwillige“ Austritt aus der DPG nahegelegt.
Doch Kempner verweigerte die Emigration und nahm die Verfolgungsakte stoisch zur Kenntnis. Noch bis 1938 führte sie in ihrer Wohnung Lehranalysen durch. Zu ihren Analysandinnen gehörten Adelheid Lucy Koch (1896–1980), die nach ihrer Emigration – neben Marie Langer – als erste  Psychoanalytikerin Lateinamerikas Bekanntheit erlangte, sowie die beiden Norwegerinnen Hjordis Simonsen (1899–1980) und Nic Waal (1905–1960). Sie blieb bis 1940 in Berlin, danach wurde sie im Warschauer Ghetto gesehen, schließlich verliert sich ihre Spur.

## Schriften (Auswahl)
- Beitrag zur Oralerotik. IZP 11, 1925, 69–77.
- Some remarks on oral erotism. IJP 6, 1925, 419–429.